# منزل فروغ الملك قوامي
منزل فروغ الملك قوامي (بالفارسية: خانه فروغ‌الملک قوامی) هو منزل تاريخي يعود إلى عصر القاجاريون، ويقع في شيراز.